# 法兴寺 (长子)
35°59′04″N 112°54′24″E / 35.98444°N 112.90667°E
法兴寺位于中国山西省长治市长子县慈林镇崔庄村翠云山，原址位于慈林山，因采矿后地面塌陷危及建筑安全故迁至现址，1988年被列为第三批全国重点文物保护单位。
法兴寺始建于后凉，原称慈林寺，唐改广德寺，北宋治平年间始称法兴寺。寺坐北朝南，中轴线上有有山门、舍利塔、燃灯塔、圆觉殿、菩萨殿，两侧有关公殿、伽蓝殿，其塔在寺前的布局为唐代风格。舍利塔为唐代所建，石质，平面呈正方形，边长8.8米。圆觉殿为北宋元丰三年（1080年）所建，面阔三间，进深六椽，单檐歇山顶，内有宋代彩塑十九尊。

## 舍利塔
中轴线上第一个建筑便是此唐代石舍利塔。舍利塔底边长8.8米，重檐楼阁式，高10.7米。塔内外均为石块砌成。塔通体为沙石构建，平面呈“回”字正方形，叠涩式出檐。内部顶端构成四方藻井，藻井内浮雕八瓣莲花。因塔平面呈“回”字正方形，故也被称回字塔。“回” 字又暗寓佛教中的六道轮回的思想。据记载，唐咸亨四年（673年)），唐高祖第十三子郑惠王李元懿做潞州刺史时，路过法兴寺参观。其看到这里山寺壮丽，风景幽雅，便大施钱财组织寺庙扩建，并亲自主持建造了这座舍利塔。他还将自已珍藏的37颗舍利子和大藏经赠送给寺院，后被保存在这座石塔之内。

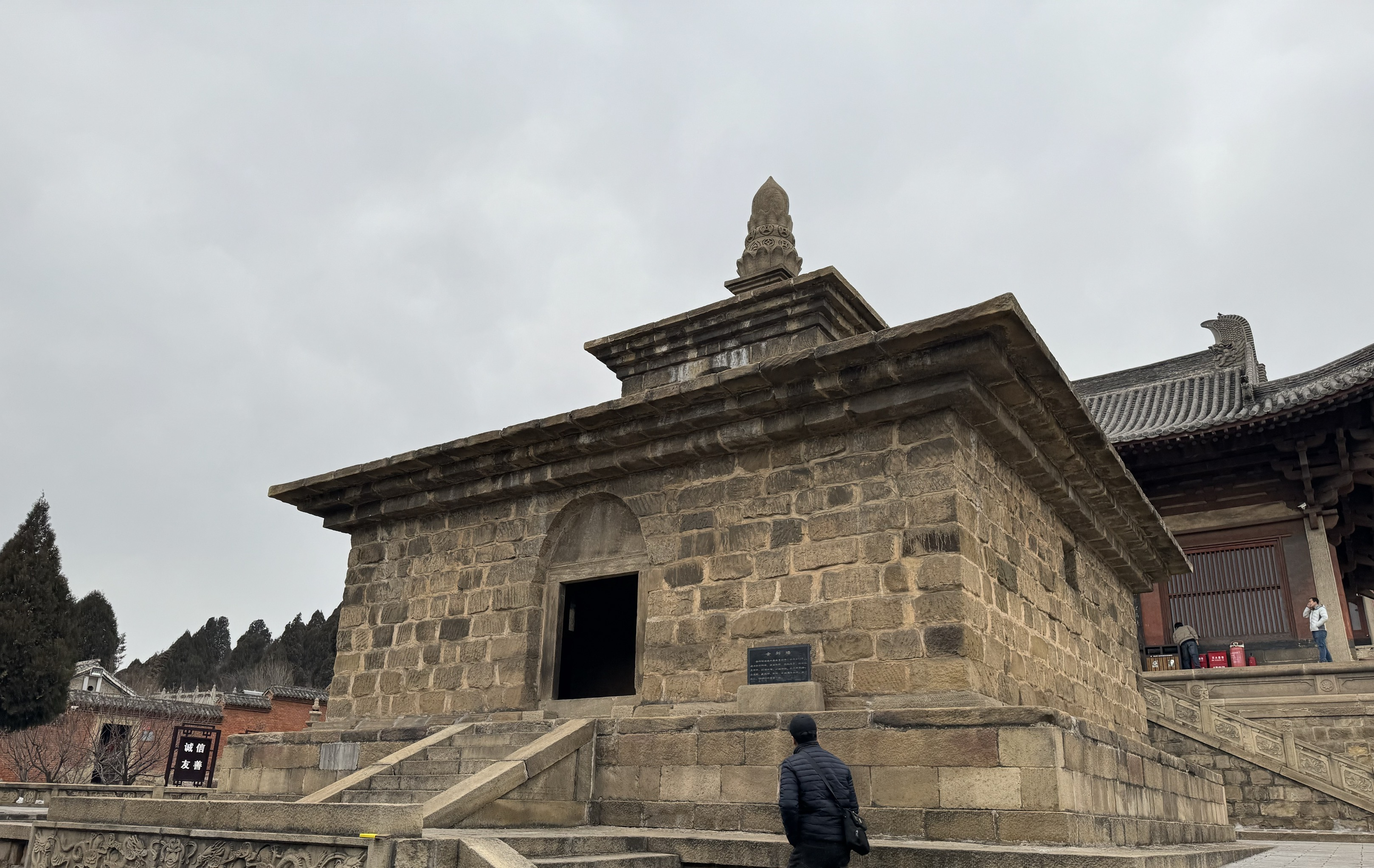
舍利塔

## 燃灯塔

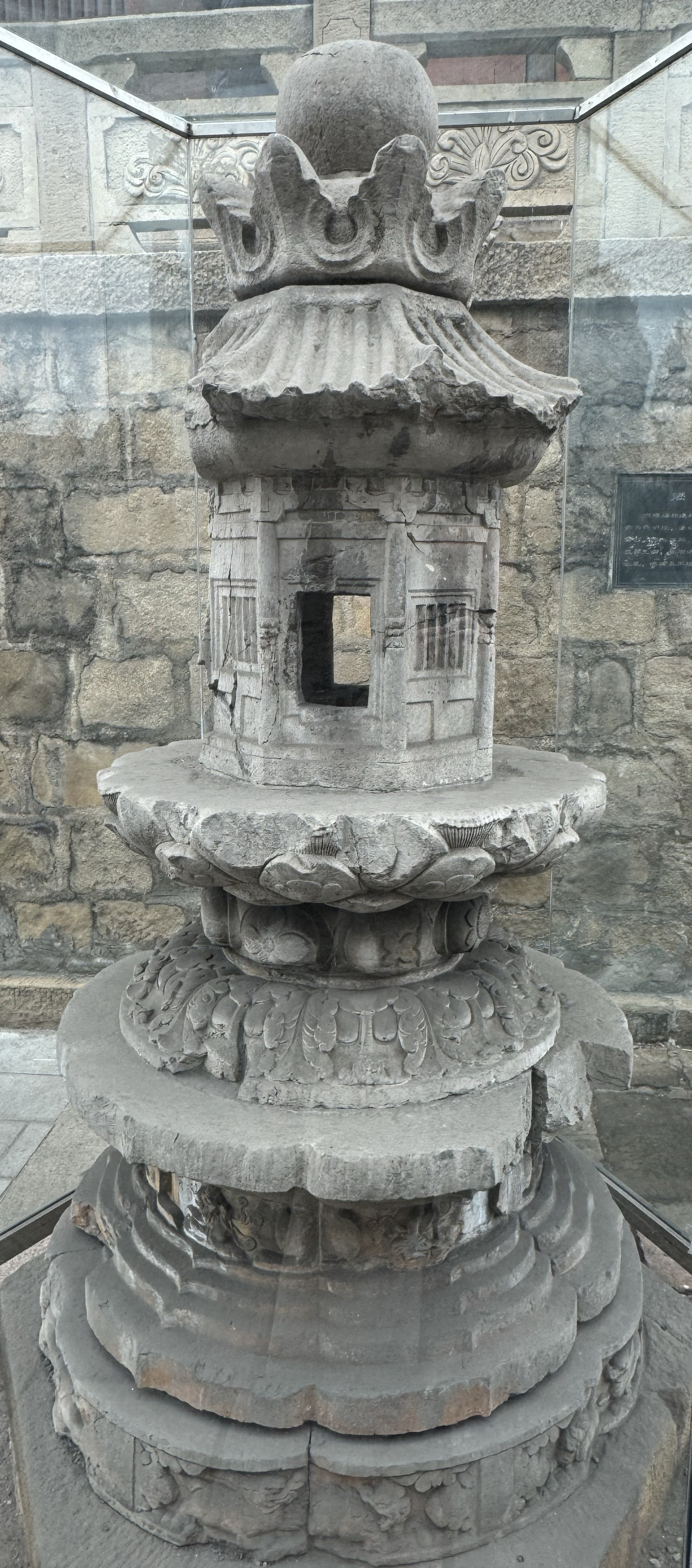
燃灯塔

圆觉殿前，有一座燃灯塔，俗名长明灯、灯幢，是佛教的六种供具之一。此塔为单层石塔，通高 2.6 米。塔通体青石构建，平面八角形，由塔基、塔身和塔刹组成。塔基下设有盘底，每一面均雕有瑞兽。基座分为二层。下层基座束腰须弥式，壸门隔柱上有唐代题记；上层基座雕仰覆莲瓣束腰。塔身为仿木结构，四门空心八角形塔室。塔四正面雕门，四斜面雕破子棂窗。塔壁每角雕有束莲倚柱，其上有阑额、铺作承托塔檐，雕有屋脊和瓦垄，檐角略有起翘。塔檐上承山花蕉叶，宝珠式塔刹。

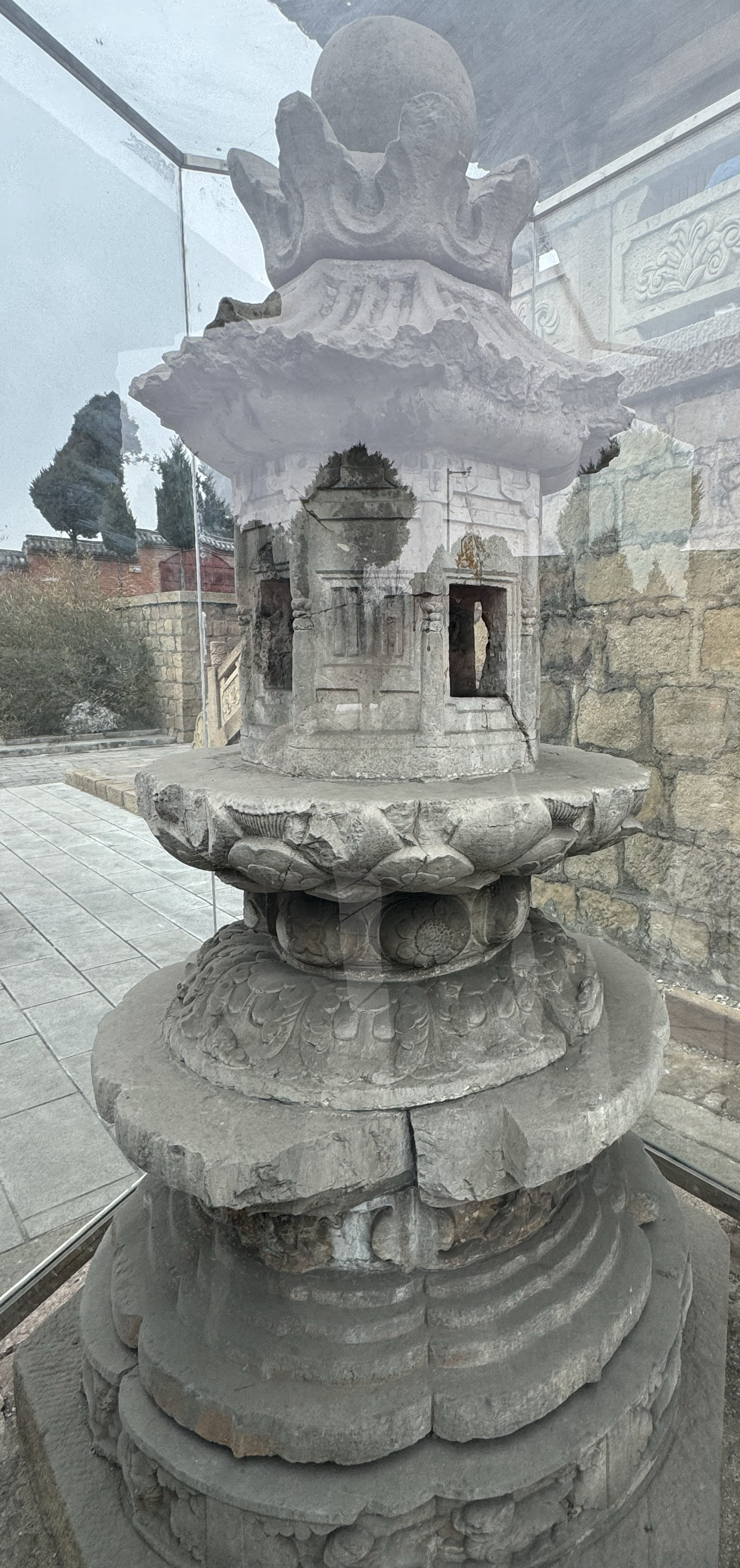
燃灯塔侧面
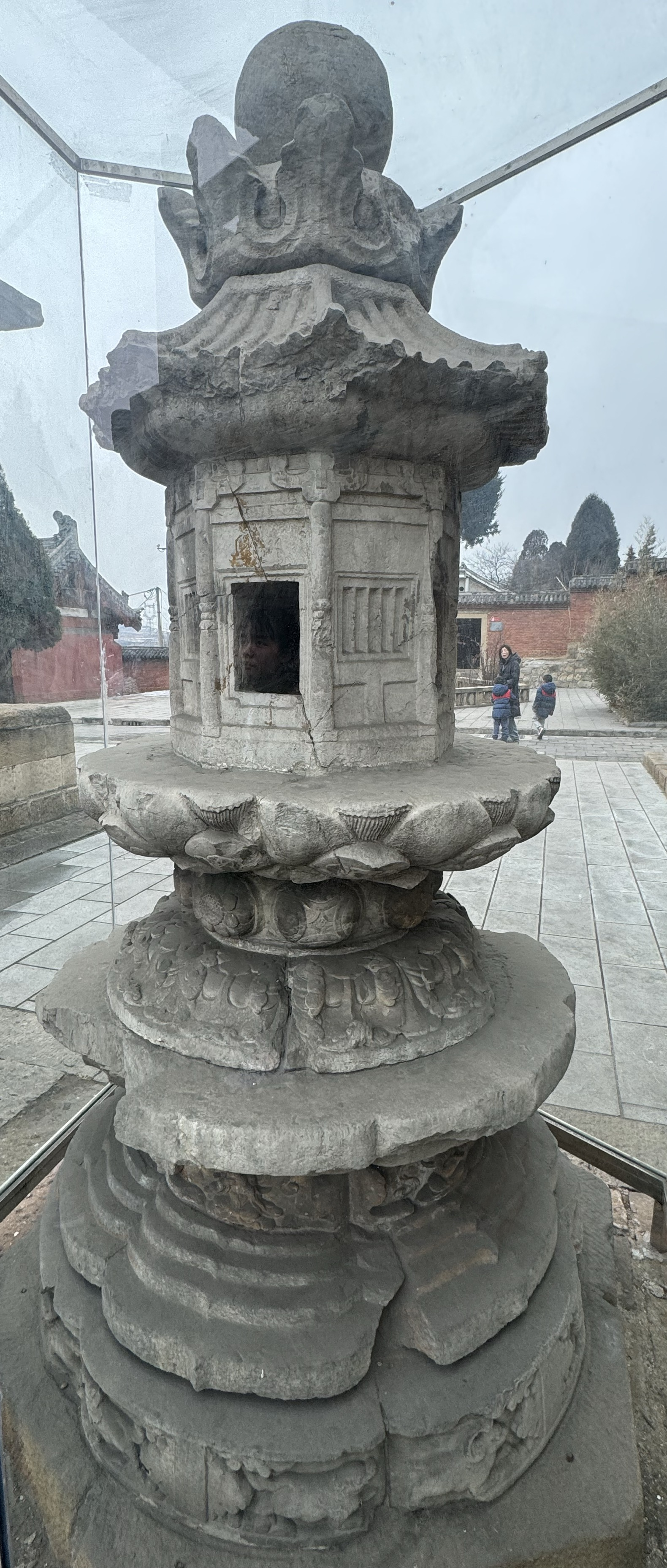
燃灯塔侧面
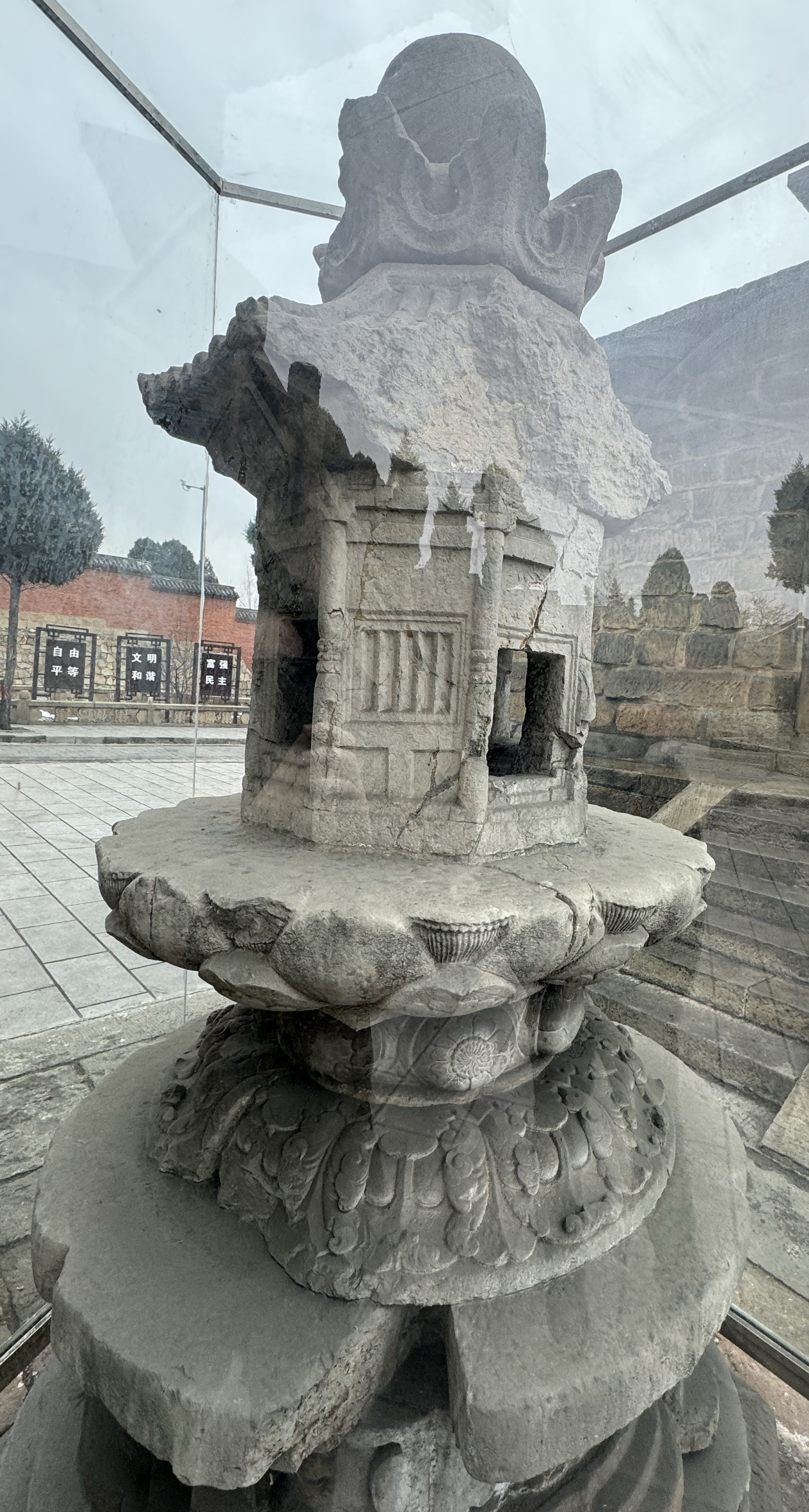
燃灯塔背面
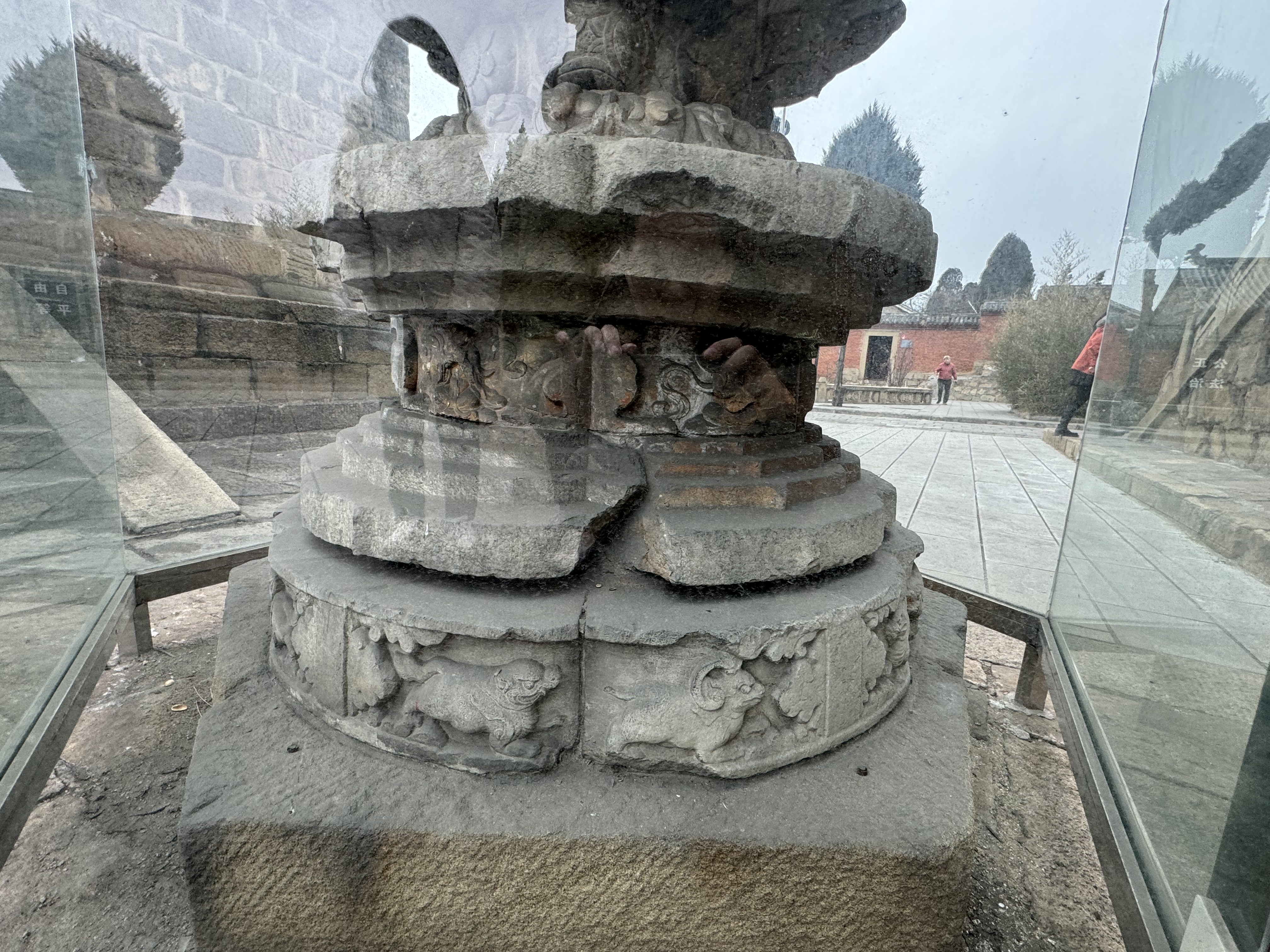
底座
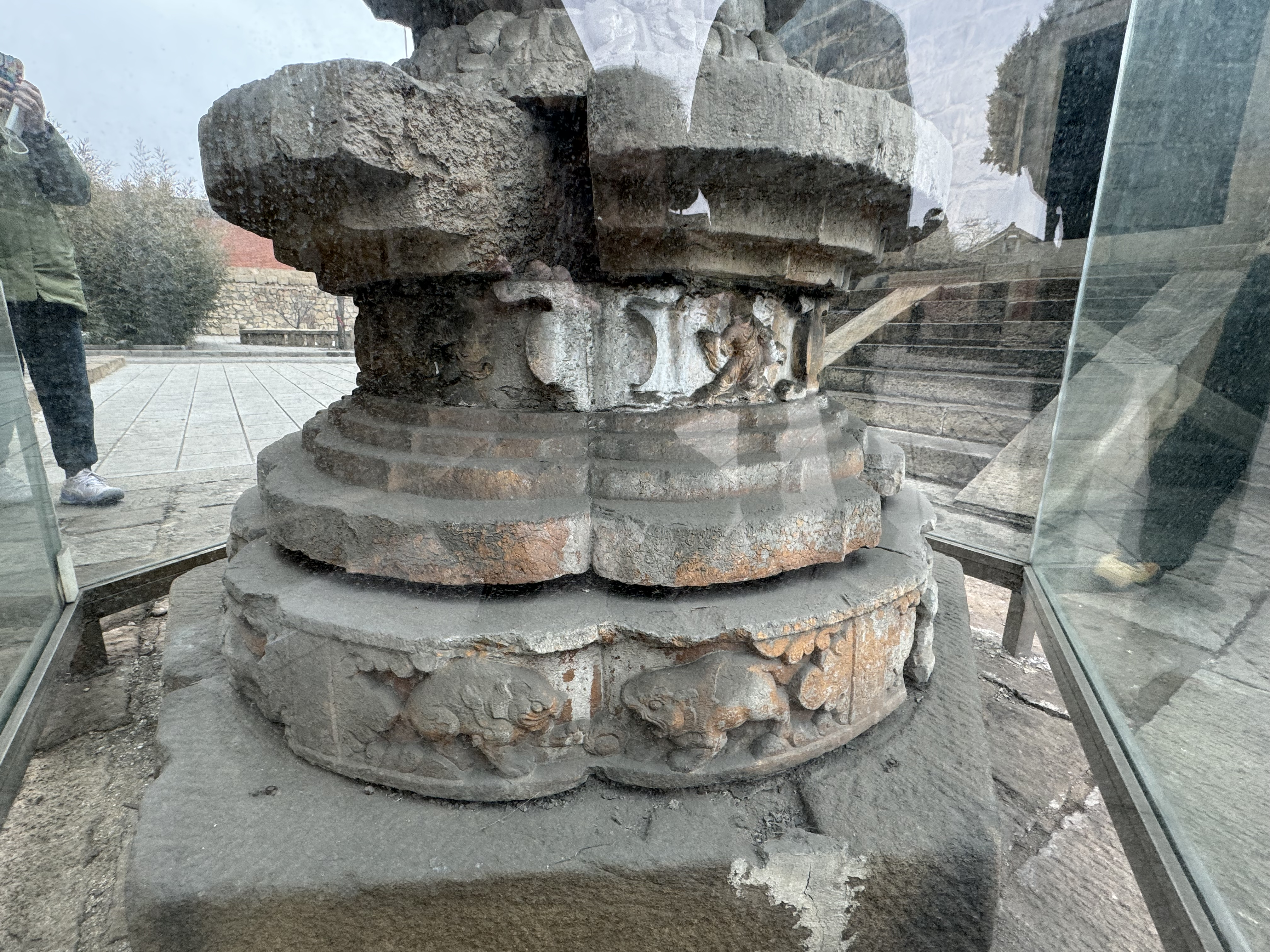
底座